# ビッグフット・トラップ

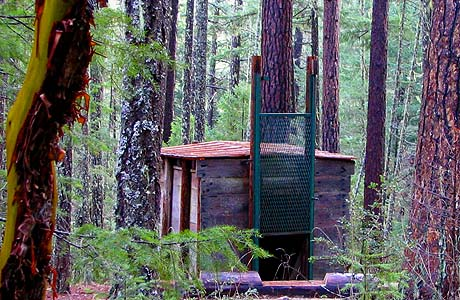
2007年2月に撮影されたビッグフット・トラップ

ビッグフット・トラップ (Bigfoot trap) とは、北アメリカの太平洋岸北西部に棲息するといわれる伝説上のヒト科動物、ビッグフット（あるいはサスカッチ）を捕獲するために設計された罠である。アメリカ合衆国オレゴン州ジャクソン郡の南、カリフォルニア州との境からわずか数マイルのところにあるシスキユ国有林に設置されているものが実在する唯一のビッグフット・トラップだと考えられている。

## 歴史
ビッグフット･トラップを1974年に建設したのは、オレゴン州ユージーンを拠点とする北アメリカ野生動物研究チーム（NAWRT、後に廃止）である。アップルゲート川の近くで暮らす鉱山労働者ペリー・ラベルが自分の庭で18インチ (46cm) はある人間の足跡に似たわだちを発見したと主張したことがきっかけで、NAWRTは現在の場所に罠の設置を決めた。このときの生物は歩幅が2メートル近いとも伝えられ、NAWRTはその後6年間にわたってエサとなる肉をまき続け罠を仕掛けたが、捕獲できたのは熊が2頭だけだった。
結局ビッグフット･トラップは放棄され、観光名所として毎年何百という人々が訪れるようになっていたが、長年の間に腐食した床板などもそのままに朽ちるままになっていた。しかし2006年にアメリカ合衆国農務省林野局 (en:USFS) の「時のパスポート」プロジェクトのもとこの罠箱の修復が始められた。罠は観光客を集めるだけでなく、映画の撮影にも使われている。
林野局はその後もこの装置を管理しているが、特に保全作業を行っているわけではない。ビッグフット・トラップはコーリングスマウンテンのハイキングコースのそばに建っている。
デザイン
この罠は3 × 3メートル大の箱形であり、重い帯金で38 × 286ミリメートルの厚い板が固定され、太い柱で地面に据え付けられている。建設にあたり林野局から特別用途許可を受けているが、ボルトで留められた頑丈な鉄製のドアは1980年以降開いたままである。本来は人気もなく、ビッグフットの通り道に適していると予測された場所に設置されていたが、アップルゲートダムが建設されて以降、罠の付近には道路が敷かれてしまった。